# Vatrostalna glina
Vatrostalna glina (često se naziva i šamot, ali to je samo vrsta vatrostalne gline koja se najviše upotrebljava) je vrsta gline koja se ne deformira sve do 1580 °C, a koristi se za izradu vatrostalnih opeka. Procjena vatrostalnosti zasniva se na zagrijavanju uzorka oblika trostrane piramide, sve dok se zagrijavanjem piramida savije tako da njen vrh dodirne osnovicu. Vatrostalna glina se upotrebljava uglavnom za obloge ložišta (npr. visoke peći) i donjih dijelova dimnjaka. U metalurgiji se vatrostalne gline najviše upotrebljavaju za izradu šamotnih, silikatnih, dolomitnih i magnezitnih opeka. Osim navedenih materijala u primjeni su i kromne opeke, silicijum karbidne (karborund) i šupljikave vatrostalne opeke. Vatrostalnost se objašnjava jakim medumolekularnim (ionsko-kovalentnim) vezama atoma.

## Vatrostalni materijali
Vatrostalni materijali su prirodni ili umjetni nekovinski građevinski materijali (uobičajeno keramički materijali) čije je talište najmanje 1580 °C, a da se pri tome ne deformira. Za kakvoću vatrostalnog materijala još su odlučujući temperatura pri kojoj se materijali pod tlakom omekšavaju, propusnost za plinove, otpornost prema temperaturnim promjenama i prema kemijskim utjecajima. Vatrostalni keramički materijali se uglavnom dijele na:
- kisele (glavni sastojak je kremen),
- bazične (glavni sastojak je dolomit ili magnezit),
- neutralne (glavni sastojak je glina, kaolin, glinica, kromit ili ugljen s visokim postotkom ugljika).[1]

### Šamot
Šamot se najviše upotrebljava u tehnici, jer se dobiva iz lako dostupnih mineralnih nalazišta i da se odlikuje slabo kiselim ili slabo bazičnim svojstvima. Kemijski sastav šamotnih opeka je 50-60% SiO2, do 23-34% Al2O3 i 6-27% ostalih sastojaka koji imaju manje ili više Fe2O3, CaO, MgO, K2O, Na2O i TiO2. Izrađuju se od manje ili više čistog kaolina (Al2O3 x 2 SiO2 x 2 H2O) i pečene gline.Ove opeke nisu namijenjene da nose veliko opterećenje, već samo za oblaganje visokotemperaturskih ložišta. Mort za ozidavanje pravi se od samljevene vatrostalne gline i vode.

#### Kaolin
Kaolin (Al2O3 x 2 SiO2 x 2 H2O) je u čistom stanju bijela glina i koristi se pri izradi porculana, vatrostalnih opeka, papira, gume, pigmenata za boje i izolacionih materijala. Kaolin se u čistom stanju topi na 1760 ºC. Vatrostalni materijal (3 Al2O3 x 2 SiO2) dobiva se dugotrajnim zagrijavanjem u elektrolučnoj peći, u kojoj se tope kvarcni pijesak (SiO2) i boksit. Dobiveni materijal koristi se za oblaganje peći koji tope metal, za oblaganje kalupa za duboko vučenje (ekstrudiranje) i za izolatore svjećica benzinskih motora.

### Silikatne opeke
Silikatne opeke zadržavaju jačinu i na povišenim temperaturama. Kemijski se dijele u kisele (96-98% SiO2) i koriste se za oblaganje ložišta u slučaju kad je rastopljena materijal kisele prirode. Na radnim temperaturama nižim od 540 ºC silikatne opeke se troše ili mrve, te se i ne primenjuju ispod ove temperature.

### Dolomitne opeke
Dolomit je naziv i za mineral i za sedimentnu stijenu, a oboje su izgrađeni od kalcij-magnezijeva karbonata
(CaCO3 x MgCO3) u kristalnome stanju. Obično je bijele boje, ali može biti i crvenkast, siv ili smeđ od primjesa željeza ili mangana. Posle pečenja dolomita (pri 1700 ºC) dobiva se CaO x MgO koji se zatim melje i miješa sa smolom i najzad preša u opeke. Dolomitne opeke su namenjene za podzidjivanje Siemens-Martinovih peć i elektrolučnih peći za proizvodnju čelika.

### Magnezitne opeke
Magnezitne opeke su u kemijskom pogledu bazni materijal. Služe za oblaganje Linz-Donawitz konvertera i Besemerovih konvertera. Kao vezivno sredstvo između opeka (mort) koriste se tanki čelični limovi koji oksidiraju na povišenim temperaturama. Željezov oksid hematit (Fe2O3) kemijski reagira s oksidom magnezija i tako učvršćuje opeke.

### Kromne cigle
Kromne cigle su vatrostalni materijali koji sadrže oko 50% kromovih oksida, s promenljivim sadržajem oksida aluminija, magnezija, silicija i željezovih oksida. Koriste se kao kemijski neutralne opeke. Kombinacije kromovih i magnezijevih oksida daju opeke pogodne za visoke temperature i otporne na trošenje (habanje).

### Karborund ili silicijev karbid
Silicijev karbid ili karborund je kovalentni karbid, koji je zbog različitih nečistoća obojen zeleno, žuto, plavo ili crno, ovisno o vrsti nečistoća. Dobiva se reakcijom kremenog pijeska (SiO2) i koksa u elektrolučnim pećima pri temperaturama 1900-2000 °C. Odlikuje se velikom tvrdoćom (gotovo kao dijamant), koristi se za izradu bruseva i materijala za brušenje, poliranje i čišćenje površina čvrstih materijala. Vatrostalan je materijal, velike toplinske vodljivosti i velike otpornosti na temperaturne promjene, pa se upotrebljava za izradu okna visokih peći, posuda za taljenje metala, nosača u pećima za pečenje keramičkih posuda i slično. Iz njega se izrađuju sapnice raketa, lopatice turbina, električna grijača tijela za rad pri visokim temperaturama (1100 – 1500 °C).

### Šupljikave vatrostalne opeke
Šupljikave vatrostalne opeke ili toplinsko – izolacione šupljikave vatrostalne opeke koriste se za peći kod kojih se traži održavanje stalne temperature. To su lake i porozne opeke dobivene posipanjem miješane gline s ugljenom prašinom. U toku pečenja opeke, dodate čestice ugljika izgaraju i ostaju plinski mjehurići. Na taj način dobivaju se porozne opeke lakše za trećinu od punih, ali s približno toliko boljom toplinskom izolacijom. Uglavnom se šupljikave opeke upotrebljavaju za peći srednjih temperatura namijenjenih za lemljenje i toplinsku obradu. Koriste se i za vanjski ozid visokih peći, da bi se smanjili toplotni gubici kroz njihove zidove.